# جورج ميجر (كاتب)
جورج ميجر (بالألمانية: Georg Major)‏ هو كاتب ألماني، ولد في 25 أبريل 1502 في نورنبرغ في ألمانيا، وتوفي في 28 نوفمبر 1574 في فيتنبرغ في ألمانيا.